# Estación de Wildegg
La estación de Wildegg es una estación ferroviaria de la localidad suiza de Wildegg, perteneciente a la comuna suiza de Möriken-Wildegg, en el Cantón de Argovia.

## Historia y situación
La estación de Wildegg fue inaugurada en el año 1858 con la puesta en servicio del tramo Brugg - Aarau de la línea Baden - Aarau por parte del Schweizerische Nordostbahn (NOB). En 1902 la compañía pasaría a ser absorbida por SBB-CFF-FFS.
Se encuentra ubicada en la zona oeste del núcleo urbano de Wildegg. Cuenta con dos andenes laterales a los que acceden dos vías pasantes, a las que hay que sumar otras tres vías pasantes y varias vías toperas repartidas por toda la estación. En la salida de la estación hacia Aarau existe una derivación a una industria.
En términos ferroviarios, la estación se sitúa en la línea Baden - Aarau. Sus dependencias ferroviarias colaterales son la estación de Holderbank hacia Baden y la estación de Rupperswil en dirección Aarau.

## Servicios ferroviarios
Los servicios ferroviarios de esta estación están prestados por SBB-CFF-FFS:

### Regional
- RE Olten - Aarau – Brugg – Baden - Wettingen. Esporádicamente algunos de estos trenes pueden continuar su viaje o proceder de Zúrich.

### S-Bahn Argovia
En la estación efectúan parada trenes de una línea de la red S-Bahn Argovia:
- S 29 (Langenthal – Olten –) Aarau – Wildegg – Brugg – Turgi.